# Горовой, Сергей Андреевич
Сергей Андреевич Горовой (род. 6 августа 1975, Чимкент) — казахстанский ватерполист, Мастер спорта международного класса Республики Казахстан, полузащитник «ЦСК ВМФ» и сборной Казахстана.

## Карьера
В 1996 году С. А. Горовой в составе турецкого Истамбул ИиК был серебряным призёром чемпионата Турции.
В 1996—1997 годах играл в турецкой «Бургазаде», в составе которой стал бронзовым призёром чемпионата Турции.
В 2002—2004 годах Сергей выступал за казанский «Синтез».
В 2003 году в составе клуба занимает 3 место на кубке России.
Сезон 2004—2005 года Горовой провел в «Динамо-Олимпийский» (Москва).
А в 2005 году снова вернулся в казанский «Синтез». На этот раз он становится серебряным призёром чемпионата и обладателем Кубка России.
Через год перешёл в «Штурм-2002» (Чехов).
А оттуда в 2007 году переходит в ЦСК ВМФ (Москва), где и играет до сих пор.
В составе сборной Казахстана — двукратный чемпион Азиатских игр (1998, 2002) и бронзовый призёр Азиады (2006). На Азиаде — 2010, на которой Казахстан в очередной раз взял золото, Горовой не играл.